# 高樹信子
高樹信子（1948年4月9日—），日本女文學小說家，本名鶴田信子，出生於山口縣防府市。曾獲得第九十屆芥川獎、第一屆島清戀愛文學獎、第三十四屆女流文學獎以及第三十五屆谷崎潤一郎獎。

## 生平
高樹信子高中畢業後投考大學落榜。翌年考上東京女子短期大學。這段休學期間，寫了四萬字小說《火的消失》，應徵太宰治獎。第二篇小說寫於大學在學期間。之後，直到1980年沒寫過小說。
1968年大學畢業後在出版社工作。1971年結婚。1974年雖然生下一個男孩，但因與丈夫感情不睦，而和丈夫的朋友發生婚外情，以致離婚。1978年與律師鶴田哲朗再婚，同年參加同仁雜誌《燈》，決心當小說家。
發表於燈的第三篇小說《搖晃的頭髮》，於1980年2月，被《文學界》轉載。踏出小說家第一步。同年12月發表的《那條小路》，首次被推舉為芥川獎後補。其後發表的《疏遠的朋友》、《順風》陸續被推舉為芥川獎後補。
1983年12月發表於《擁抱光的朋友》，獲得第九十屆芥川獎，為第一位戰後出生的獲獎女作家，頗受文壇期待。
之後，平均每年有一兩本新書問世，雖有散文集和短篇小說集的出版，高樹信子的寫作重點在於長篇愛情小說。
芥川獎之外，1994年以《燃燒的長春藤》獲得第一屆島清戀愛文學獎，1995年以《水脈》獲得第三十四屆女流文學獎，1999年以《透光之樹》獲得第三十五屆谷崎潤一郎獎。最新的作品，《百年的預言》，2000年2月15日出版上下兩冊。
除了上述代表作之外，《那條小路》、《染成藍色時間》、《億夜》三部曲頗受評論家注目。
2018年獲頒文化功勞者。

## 作品
- 《火的消失》
- 《搖晃的頭髮》
- 《疏遠的朋友》
- 《順風》
- 《擁抱光的朋友》
- 《那條小路》
- 《燃燒的長春藤》
- 《水脈》
- 《透光之樹》
- 《百年的預言》
- 《染成藍色時間》
- 《億夜》
- 《冰炎》
- 《熱愛》

## 外部連結
- 九州大学アジア総合政策センター・高樹のぶ子 （页面存档备份，存于）
- 高樹のぶ子公式ブログ （页面存档备份，存于）
- SIA-DAY「高樹のぶ子と浸るマレーシア」 （页面存档备份，存于）
- どらく－ひとインタビュー 『恋愛に夢中の自分が大好き。 生命力を信じて書き続ける』
- 映画化された『マイマイ新子と千年の魔法』の公式サイト （页面存档备份，存于）